# Parapolynema sagittifer
Parapolynema sagittifer är en stekelart som beskrevs av Fidalgo 1982. Parapolynema sagittifer ingår i släktet Parapolynema och familjen dvärgsteklar. Inga underarter finns listade i Catalogue of Life.